# Масель-Подлимбарский, Фран
Фран Масель, словен. Fran Maselj, псевдоним Подлимбарский, словен. Podlimbarski (23 сентября 1852, Сподне-Локе — 19 сентября 1917, Пулкау, Австрия) — словенский писатель, капитан австро-венгерской армии.

## Биография
Родился в семье крестьянина среднего достатка в регионе Лимбарской горы. Учился в гимназии в Любляне, однако вынужден был уйти из неё в 7-м классе из-за скомпрометировавших его любовных отношений, после чего 4 года прослужил в армии. После этого не смог найти для себя подходящей работы и вновь поступил на военную службу, переезжая из гарнизона в гарнизон. Первоначально служил в звании фельдфебеля австро-венгерской армии, занимаясь расчётами, в Винер-Нойштадте, Кошице, Тузле (1885—1889), затем в Терезине (ныне Чехия), Кошице и Оломоуце. Ушёл в отставку в 1905 г. в Кракове в звании капитана (сотника).
Находясь на службе, начал писать короткие рассказы. Первоначально Подлимбарский писал под влиянием Юрчича и его последователя Йосипа Подмилшака (Йозета Андрейчкова).
Из-за своего романа «Господин Франьо», где высказывал панславистские идеи, в 1915 г. был отдан под военный трибунал. Был обвинён в государственной измене и лишён офицерского звания. В 1916 г., как политически неблагонадёжный, был помещён в тюрьму в Обер-Холлабрунне, оттуда отправлен в Пулкау в Моравию, где и умер.